# Ischnotoma (Ischnotoma) penai
Ischnotoma (Ischnotoma) penai is een tweevleugelige uit de familie langpootmuggen (Tipulidae). De soort komt voor in het Neotropisch gebied.